# Chua Sock Koong
Chua Sock Koong é ex-CEO do Grupo Singtel, cargo que ocupou de abril de 2007 a dezembro de 2020. 

## Carreira profissional
Nomeada CEO do Grupo em abril de 2007, Chua dirigiu a estratégia global da Singtel e foi supervisionou seus negócios de consumo, empresas e digitais. Antes de liderar Singtel como CEO do Grupo, Chua atuou em várias funções importantes dentro da empresa, principalmente CEO Internacional e CFO do Grupo, depois de ingressar como Tesoureira em 1989. Ela foi fundamental na corporatização da Singtel, em 1992, e na sua subsequente listagem bem-sucedida na Bolsa de Valores de Cingapura, um ano depois. Ela também reestruturou e preparou a empresa para a concorrência na liberalização total do mercado de telecomunicações de Cingapura, em 2000. Diante das realidades de um pequeno mercado doméstico, Chua fez parte da equipe de liderança central que desenvolveu a estratégia de internacionalização da Singtel, responsável pela aquisição da Optus, na Austrália, pelo Grupo e uma série de outros investimentos regionais em telecomunicações. Como CEO Internacional, ela intensificou a diversificação da Singtel em algumas das economias de crescimento mais rápido da Ásia, liderando e supervisionando investimentos na Bharti Airtel da Índia, Telkomsel da Indonésia, AIS da Tailândia e Globe das Filipinas.

## Transformação Digital
Com o advento da economia digital nos últimos anos, ela liderou a transformação da Singtel de uma empresa de telecomunicações tradicional em uma empresa de tecnologia de comunicações. Essa transformação teve um crescimento convincente nos novos serviços corporativos de nuvem e segurança cibernética, bem como a criação de novos negócios digitais em áreas onde os ativos de telecomunicações da Singtel oferecem uma vantagem competitiva.

## Conselhos Externos e Nomeações
Em 2019, ela se tornou a primeira mulher a ingressar no Conselho de Assessores Presidenciais de Cingapura, quando foi nomeada membro suplente pelo presidente Halimah Yacob. Ela foi nomeada membro titular do conselho em 2020.
Chua também é vice-presidente da Comissão de Serviço Público, em Cingapura.
Ela foi vice-presidente do Conselho da GSMA, de 2019 a 2020.

## Educação
Chua completou sua educação na Raffles Girls School e na Raffles Institution. Chua é bacharel em contabilidade (tendo recebido Prêmio de Menção Honrosa), pela Universidade de Cingapura. Ela é Membro do Institute of Singapore Chartered Accountants.